# Kormantin
Pour les articles homonymes, voir Fort Amsterdam (homonymie).
Pour un article plus général, voir Forts de la côte ghanéenne.
Kormantin, connu aussi sous le nom de Fort Amsterdam, est un ancien comptoir colonial fortifié, construit en 1631 par les Anglais de la Guinea Company, sur la Côte de l'Or (actuel littoral du Ghana). Il jouera un rôle important dans la traite négrière européenne, au point que dans la Caraïbe, en particulier en Jamaïque, une partie des esclaves étaient appelés Kormantin car ils venaient de ce lieu. Depuis 1979, il fait partie des forts de la côte ghanéenne inscrits sur la liste du patrimoine mondial de l'Unesco.

## Historique
Le lieu avait d'abord été ignoré par les Portugais puis les Néerlandais, malgré une offre que leur fit en 1624 un chef africain local pour commercer. Construit en 1631 par les Anglais, d'abord sous forme de baraquements, puis de fort avec ses geôles, il fut récupéré en 1665 par les Hollandais, qui le rebaptisèrent fort Amsterdam et le conservèrent jusqu'en 1807. C'était un important centre de détention pour des milliers d'esclaves, avant leur départ pour les colonies.

### Comptoir colonial britannique (1631-1665)
La Guinea Company, compagnie commerciale anglaise fondée en 1618 pour le commerce sur les côtes d'Afrique, dirigée en 1625 par Nicholas Crisp, possédait un autre fort sur la Côte de l'Or, à Komenda (du nom d'une ville minière d'Europe de l'Est), et une quinzaine de bateaux.
En 1631, Arent Groote, un ancien employé mécontent de la Compagnie néerlandaise des Indes occidentales, s'arrange avec le roi fanti Ambro Braffo, afin de louer le site pour le compte de la société anglaise. Cette dernière y fait alors construire un comptoir fortifié pour s'approvisionner en or. Le bénéfice tiré par cette compagnie de ces importations à Londres a représenté 500 000 livres sterling dans les 11 à 12 ans qui ont suivi l'année 1632.
En 1640, le fort est victime d'un incendie. Il est reconstruit et aménagé avec de la ventilation car il servait à parquer les esclaves. « On considère Kormantin comme le premier ouvrage conçu pour la traite négrière. Jusque-là, rien n'était prévu dans les forts » : en 1646, un capitaine amenant des esclaves de la Côte des Esclaves à Elmina refusa de les débarquer faute d'équipements permettant de les accueillir.
La Guinea Company fut mise en cause par le parlement britannique. En novembre 1646, le capitaine John Lad arriva sur le navire Our Lady, et embarqua une cargaison de 100 esclaves à Winneba en janvier 1647. Il fut embauché par la Biemba Company, qui en 1648 s'empare du fort de Kormantin, aux dépens de la Guinea Company. En 1650, la Biemba Company a acquis un nouveau fort sur le site actuel d'Accra, qu'elle abandonna trois ans après, pour une raison inconnue.
En 1655, la conquête britannique de la Jamaïque augmente considérablement la demande en main d’œuvre servile. Kormantin devient le premier port d'approvisionnement en esclaves. C'est à partir de ce moment qu'en Jamaïque et dans les Caraïbes, le mot Kormantin (ou Coromantin) est utilisé pour désigner les esclaves en provenance de la Côte de l'Or. Les esclavagistes se plaignaient d'eux, et les considéraient comme forts, belliqueux et rebelles.
En 1657, le fort est repris par la Compagnie anglaise des Indes orientales. Ensuite, un peu avant la Restauration anglaise de 1660, le fort avait été récupéré par des colons suédois, qui se servirent de l'or qu'ils y trouvèrent pour payer la rançon permettant de libérer l'un des leurs puis fuirent la région.
De 1660 à 1665 le fort fut repris par les Anglais.

### Colonie néerlandaise (1665-1782)
Fondée en 1661, juste après la Restauration britannique de 1660, la compagnie anglaise des aventuriers d'Afrique fait construire trois autres forts sur cette côte ghanéenne, à Anashan, Winneba et Accra, et reprend celui de Carolusburg, alias fort de Cape Coast, aux Danois.

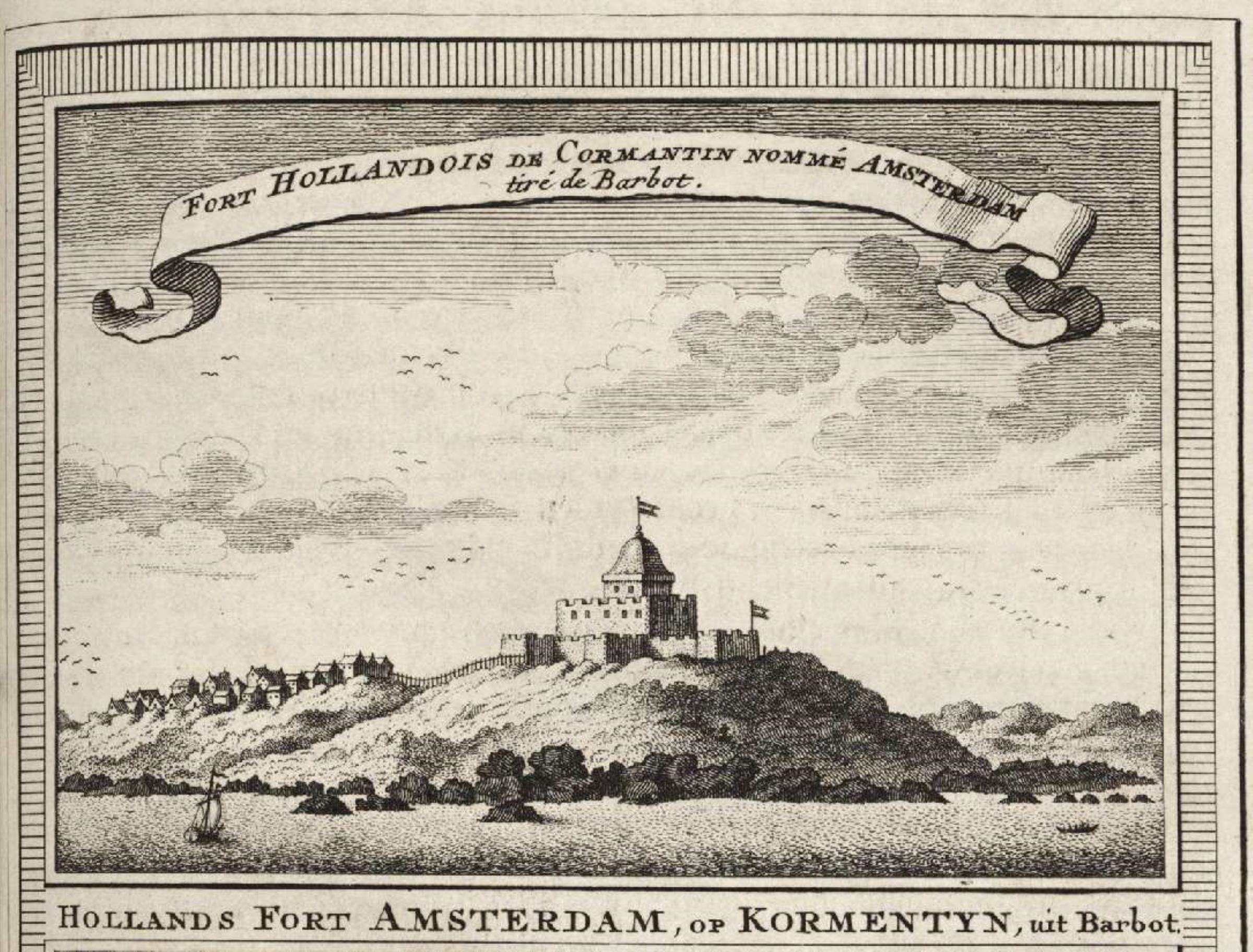
Le fort Amsterdam en 1747.

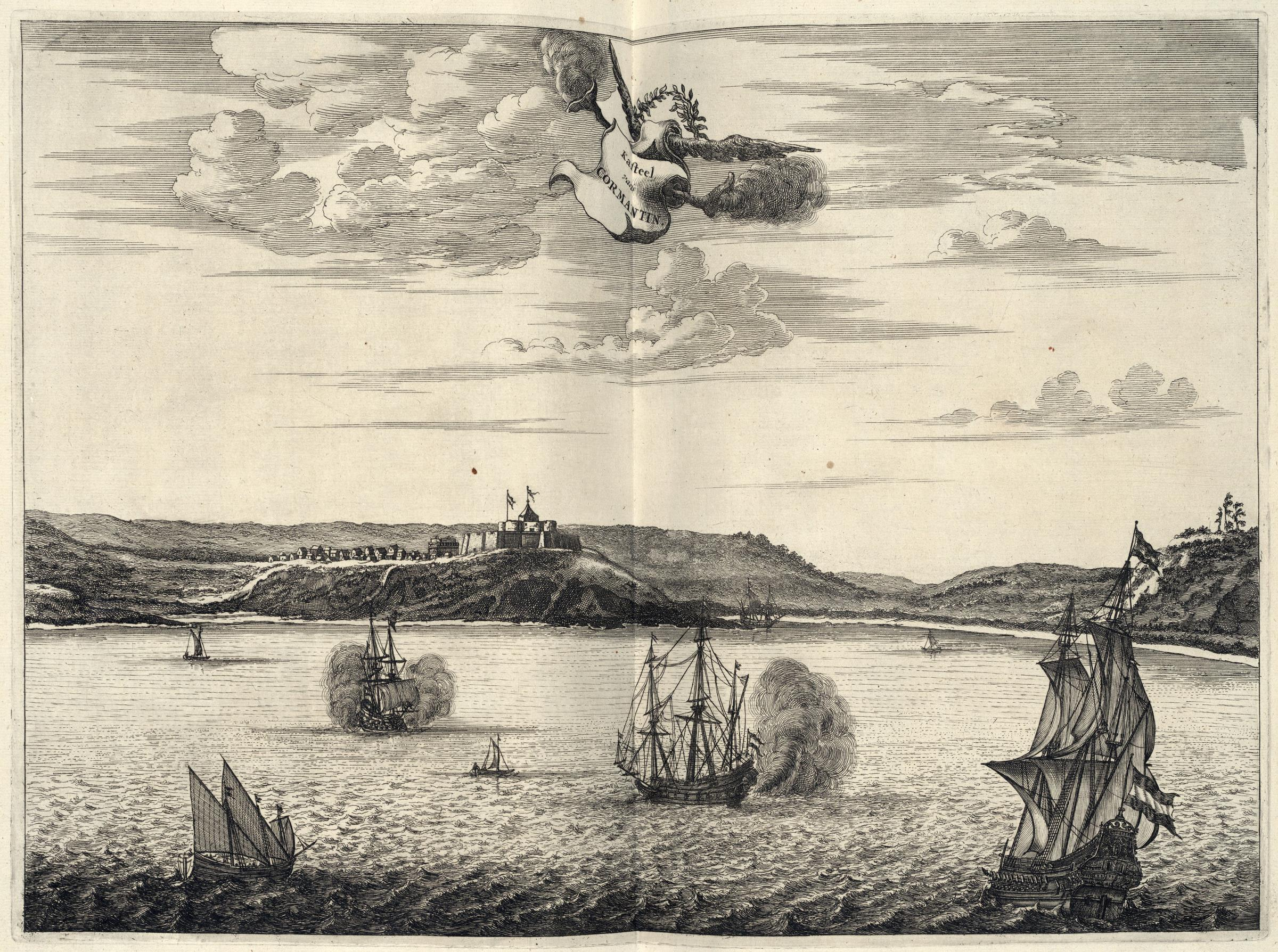
Le fort Amsterdam vers 1665.

C'est en raison de cette vaste offensive anglaise dans le secteur, entre 1661 et 1664, avec la prise aux Néerlandais des forts ghanéens de Morée et Takoradi, puis d'Anomabu et Egya, ainsi que celui de Gorée, plus au nord, que les Hollandais s'attaquent en retour aux colonies anglaises du Suriname, et s'emparent de Kormantin, le plus grand fort anglais.
Ainsi, en 1665, les Britanniques sont chassés du fort par une attaque à grande échelle lancée par Michiel de Ruyter, amiral en chef de la flotte néerlandaise. Le fort est alors renommé Fort Amsterdam. À leur tour, les Néerlandais utilisent le fort comme site d'approvisionnement pour les lucratifs commerces de l'or et des esclaves.
Voyant les richesses générées par cette activité, les royaumes africains locaux négocient avec les Néerlandais la mise en place d'un versement pour chaque escale de navire dans le comptoir de Fort Amsterdam.

### À nouveau possession britannique (1782-1957)
En 1782, au cours de la Quatrième guerre anglo-néerlandaise, le capitaine britannique Thomas Shirley, à la tête du navire de 50 canons Leander et du sloop de guerre Alligator, capture les forts néerlandais de Nassau, Amsterdam, Patience, Goede Hoop et Ussher. 
En 1811, le peuple Anomabo attaque le fort et le laisse en ruines. 

### Depuis l'indépendance du Ghana en 1957
Le fort, resté longtemps inoccupé, est restauré en 1951 par le Ghana Museums and Monuments Board.

## Chronologie
- 1598 : le site est visité par les Portugais
- 1618 : création de la Compagnie des aventuriers de Londres pour le commerce dans les ports d'Afrique, appelée Guinea Company.
- [1624 : un chef africain local boudé par les Hollandais
- 1625 : Nicholas Crisp devient directeur de la Guinea Company
- 1631 :  une nouvelle charte est signée par Charles Ier pour former la Company of Merchants Trading to Guinea
- Août 1632 : Arent de Groot arrive avec quatre navires
- 1636 : la Barbade édicte le décret de 1636 sur l'esclavage à vie
- 1637 : Peter Blower, Hollandais du Brésil introduit la canne à sucre à la Barbade, avec ses secrets de fabrication.
- 1637 : la Compagnie néerlandaise des Indes occidentales s'empare d'Elmina, située à 10 km du fort de Cape Coast.
- 1638 : début des travaux sur le fort de Kormantin
- 1640 : le fort est victime d'un incendie
- [1642 : création du "petit Accra", qui deviendra en 1649 le fort Crèvecœur par Henry Caerlof
- 1646 : le capitaine John Lad arrive dans la région et prend 100 esclaves
- 1646 : un capitaine amenant des esclaves de la Côte des Esclaves à Elmina refuse de les débarquer faute d'équipements permettant de les accueillir[6].
- 1646 : reprise par la Biemba Company et le capitaine John Lad
- 1647 : fin des travaux sur le fort
- 1647 :  Thomas Modyford, gouverneur de Barbade, paie 7000 sterling pour la moitié de la plantation sucrière du colonel Hilliard.
- 1649 : Première Révolution anglaise. Accueil des exilés par William Berkeley en Virginie, Thomas Modyford à la Barbade.
- 1649 : Nicholas Crisp se plaint d'avoir été évincé par la Compagnie suédoise d'Afrique sur le site de Carolusburg, futur fort de Cape Coast[4]
- 10 novembre 1650 : création par le parlement de Londres d'une taxe de 15% sur la cargaison de tous les navires marchands
- 0ctobre 1651 : Premier des Actes de Navigation
- 1651 : débarquement et saccages à la Barbade. George Monck négocie un compromis avec Thomas Modyford
- 1652 : la New Model Army fait le blocus de la Barbade pour y imposer des taxes[15]
- 10 juillet 1652: la Première guerre anglo-néerlandaise est déclarée, elle s'achèvera en 1654.
- 1652 : Henry Caerlof construit le futur fort Christiansborg, alors appelé fort Osu, à Accra
- 1652 : la New Model Army renverse le gouverneur de Virginie William Berkeley, resté fidèle au roi en exil.
- 1655 : la New Model Army s'empare de la Jamaïque mais sans développer l'esclavage: les espagnols ont libéré avant environ 300 noirs
- 1655 : conflits entre Nicholas Crisp et les Danois.
- 1657 : reprise par la Compagnie anglaise des Indes orientales
- 1659 : des Suédois trouvent de l'or dans Kormantin déserté
- 1660 : restauration britannique, reprise par la compagnie des aventuriers d'Afrique, organisée par le roi
- 1661 : le roi rédige la charte de la compagnie des aventuriers d'Afrique
- 1663 : de grands planteurs de la Barbade, Thomas Modyford, Colonel Benjamin Berringer et John Yeamans s'installent en Jamaïque
- 4 mars 1665:Charles II d'Angleterre déclare la Deuxième guerre anglo-néerlandaise aux Provinces-Unies, qui dure jusqu'au traité de Breda
- 1665 : reprise par l'amiral hollandais Michiel de Ruyter
- 1666 : la Compagnie néerlandaise des Indes occidentales fait construire un deuxième fort, le fort Saint-Jacques, sur les hauteurs d'Elmina.

## Galerie

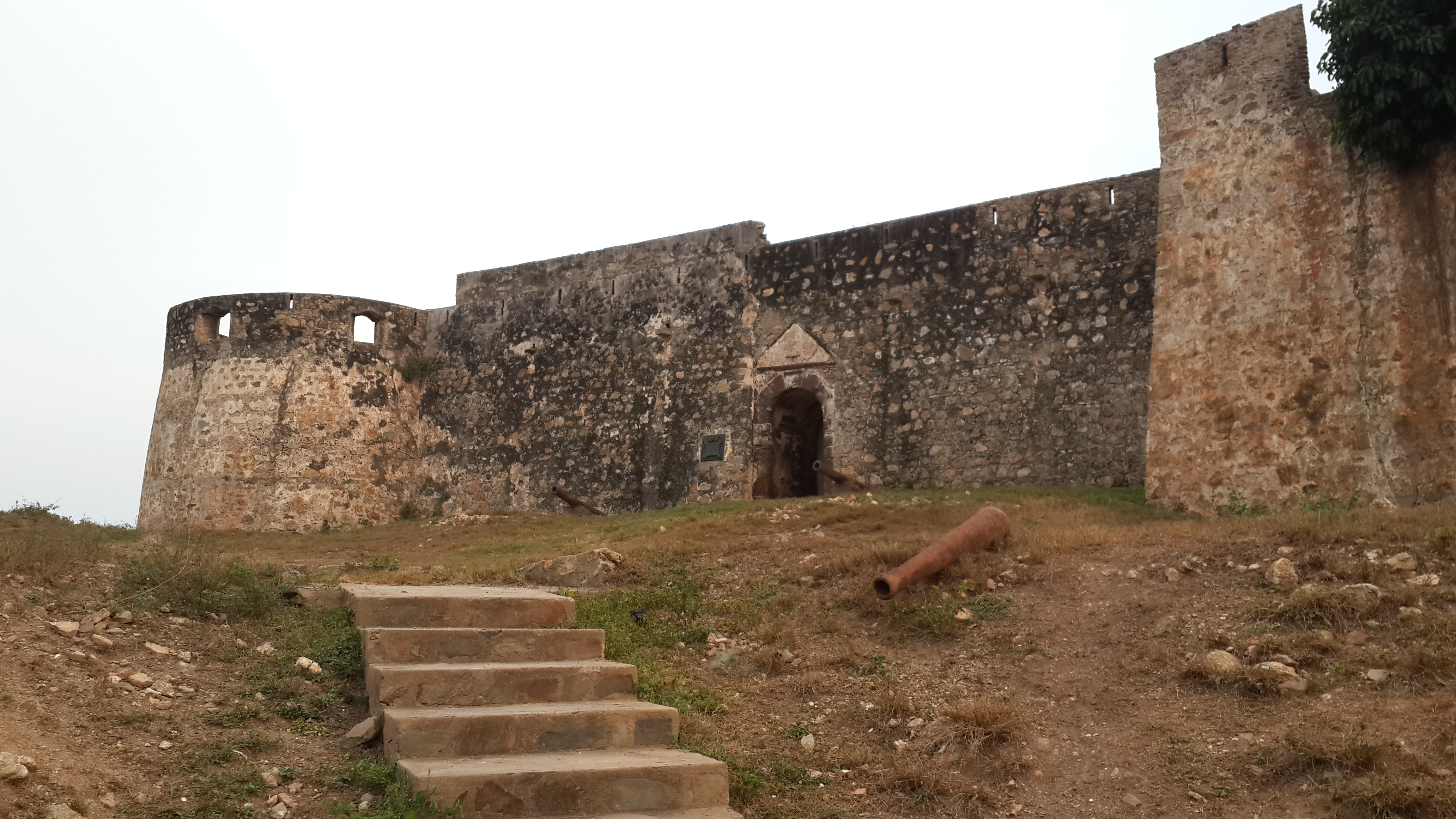
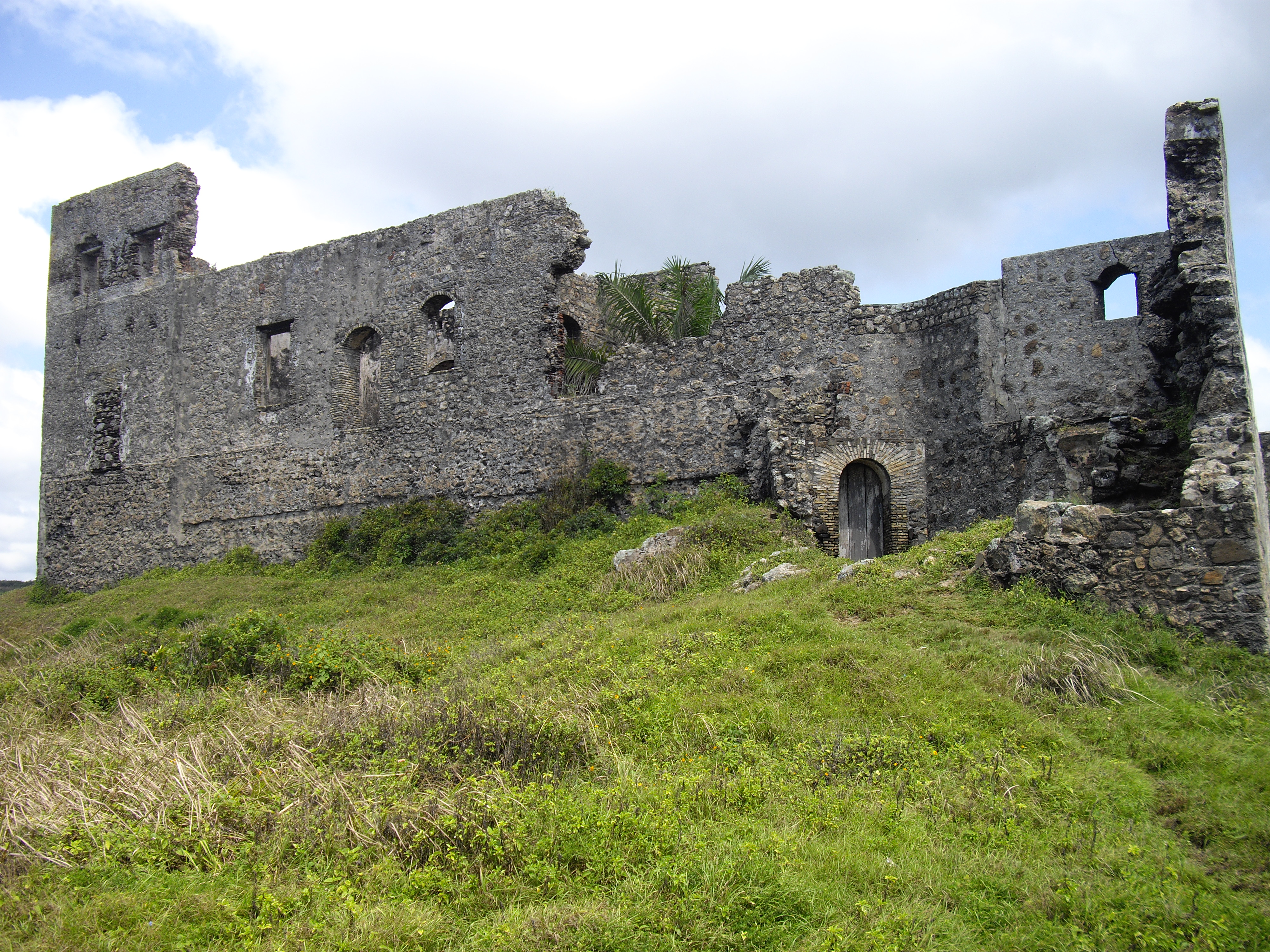
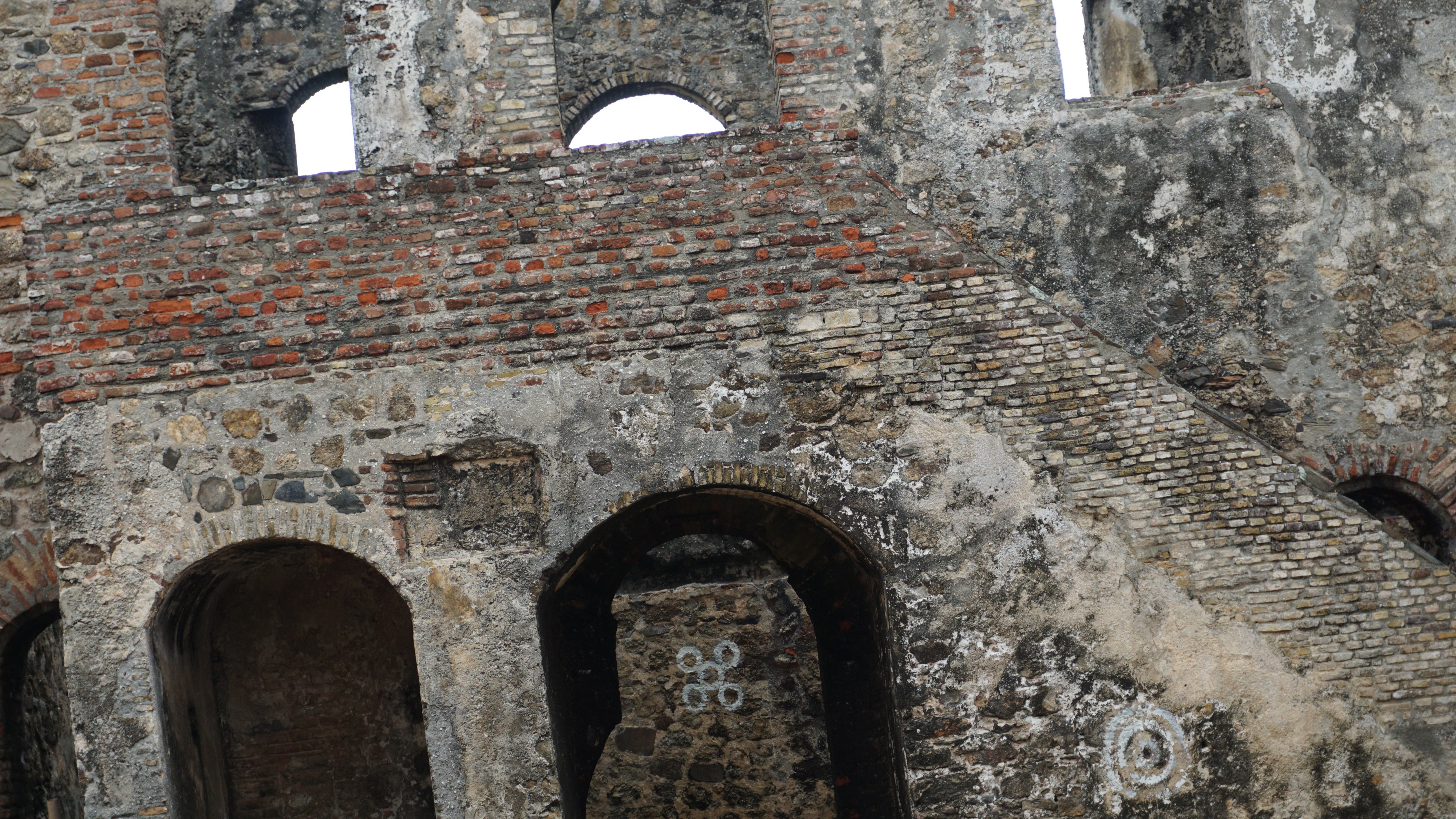
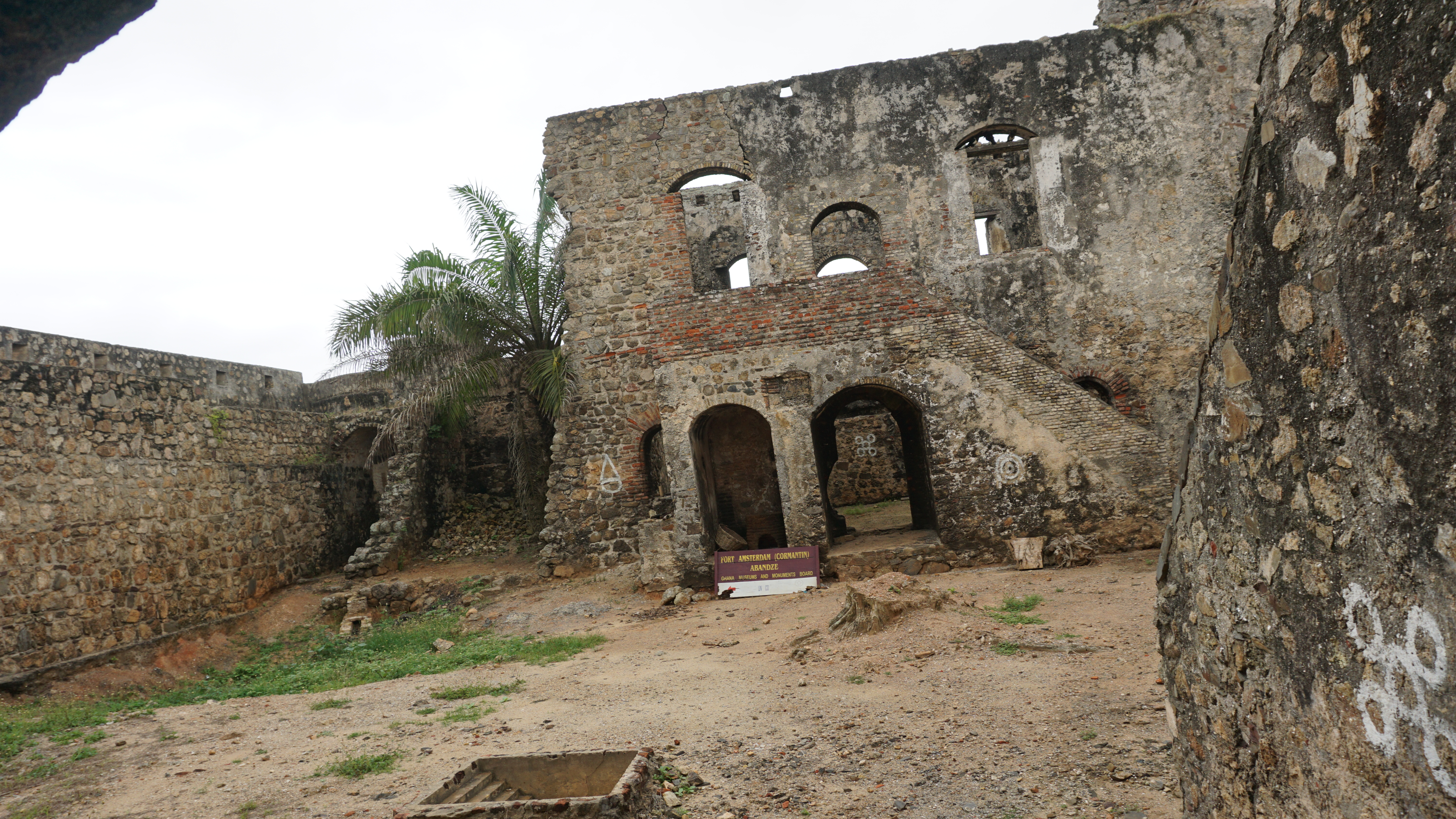
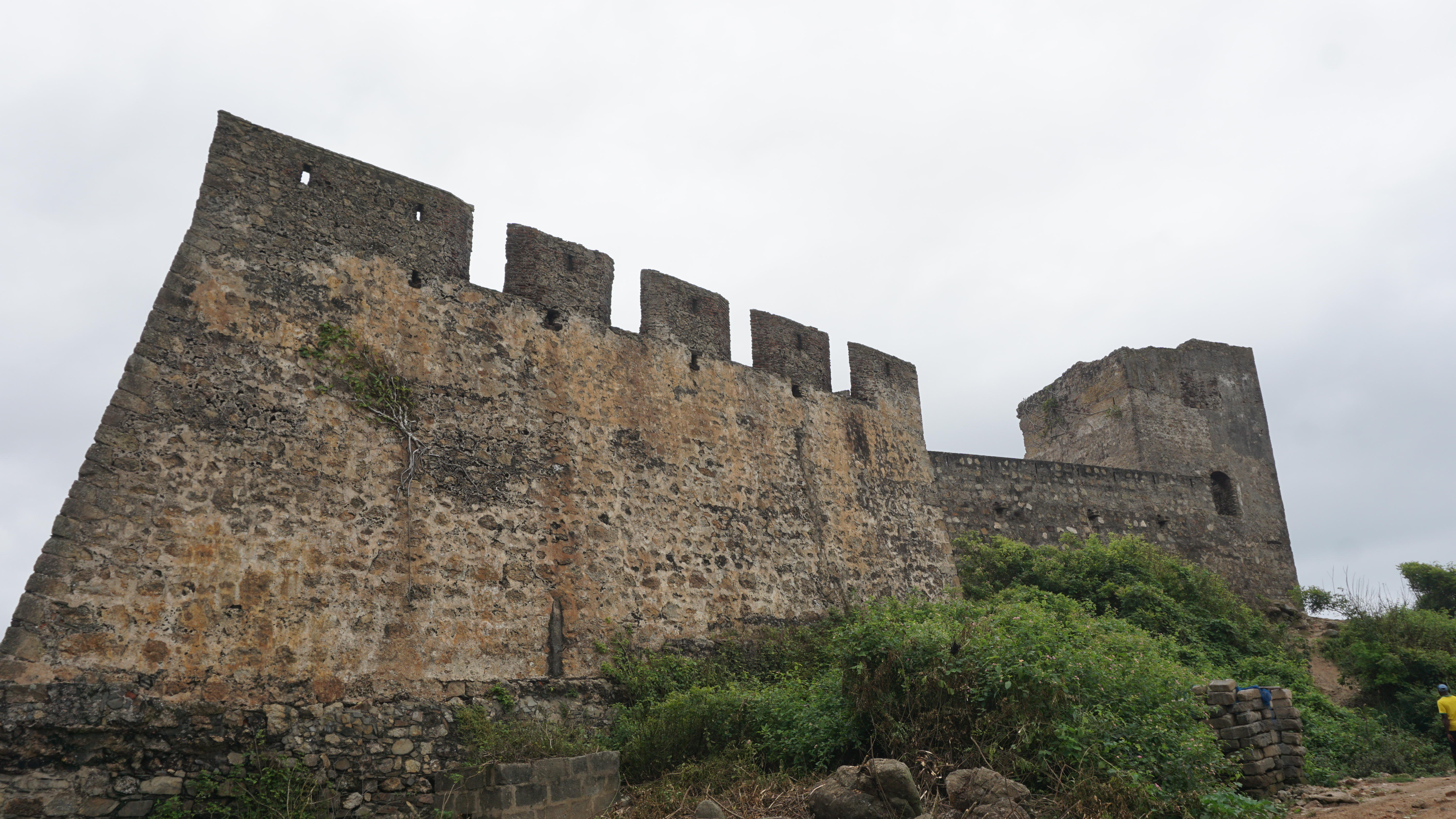
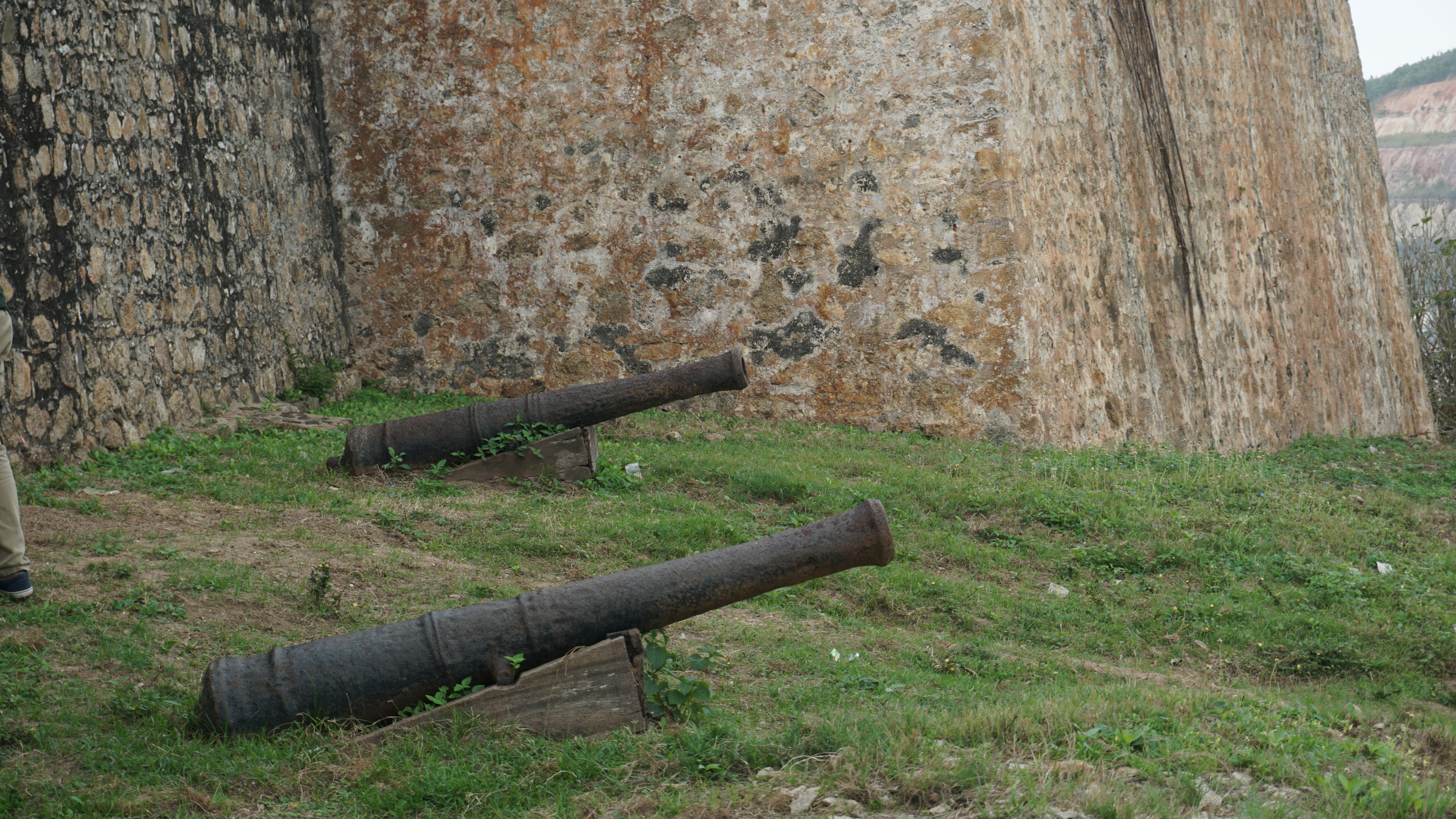
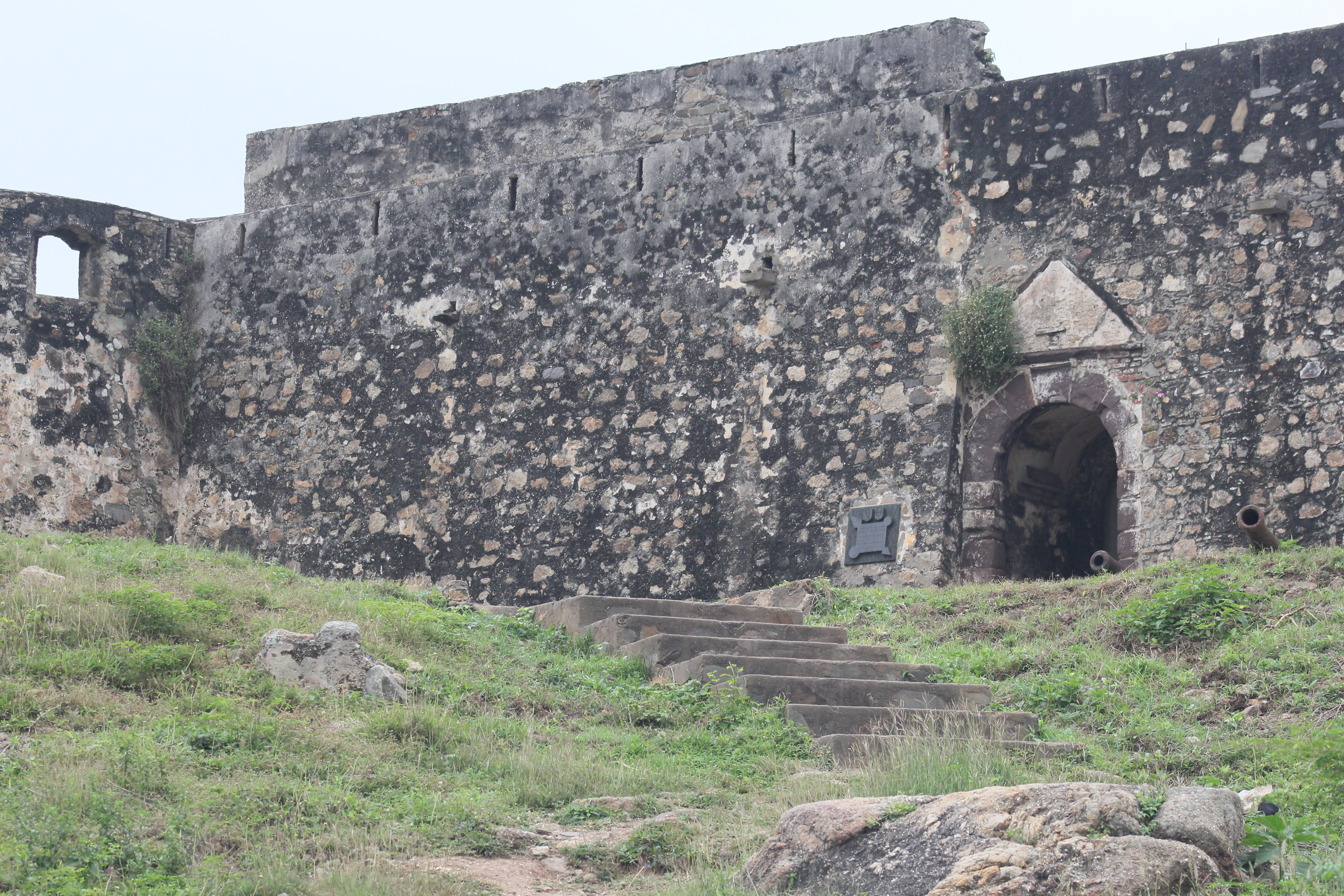
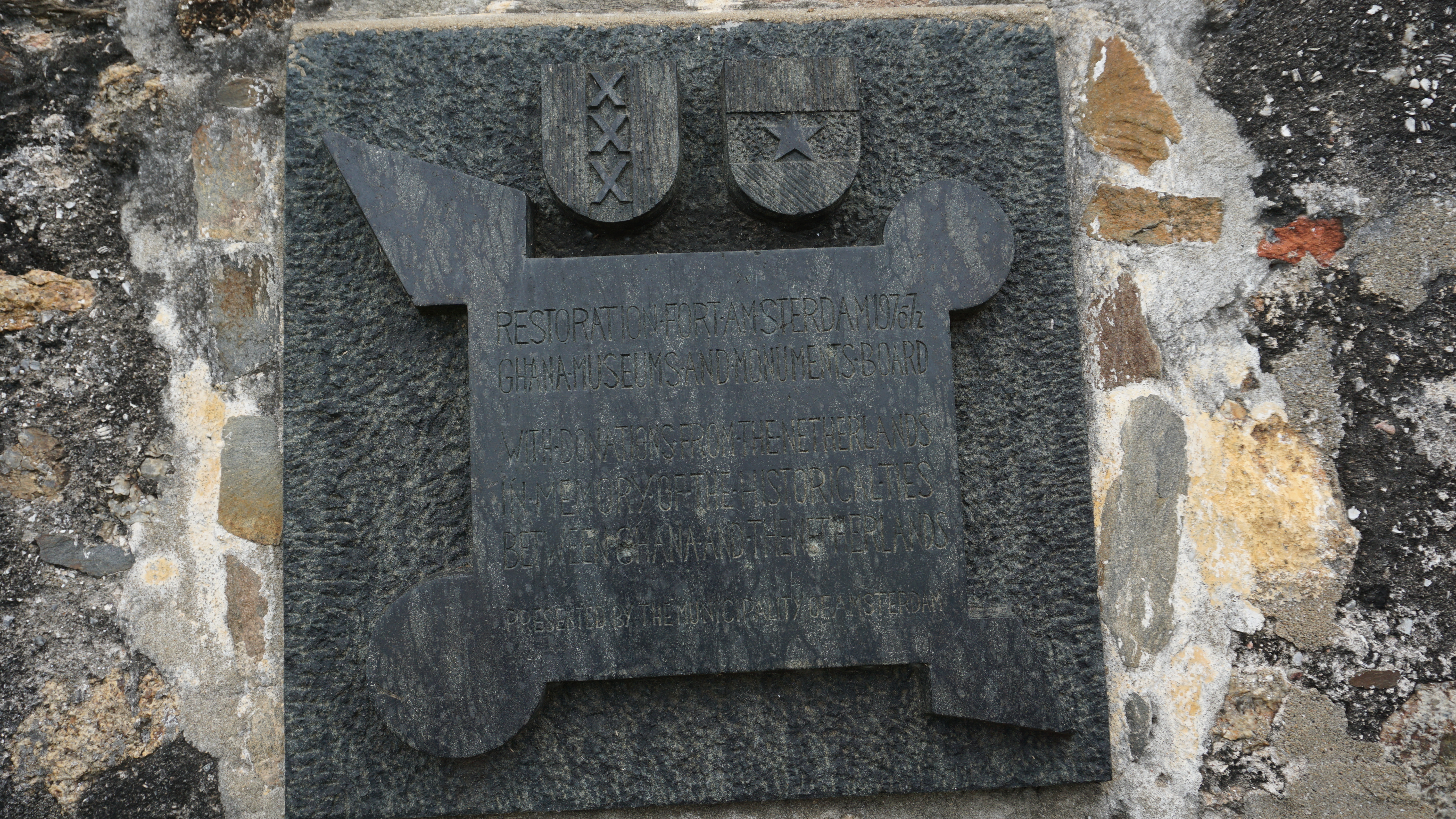